# 米孫峰
44°06′00″N 7°41′43″E / 44.0999°N 7.6953°E

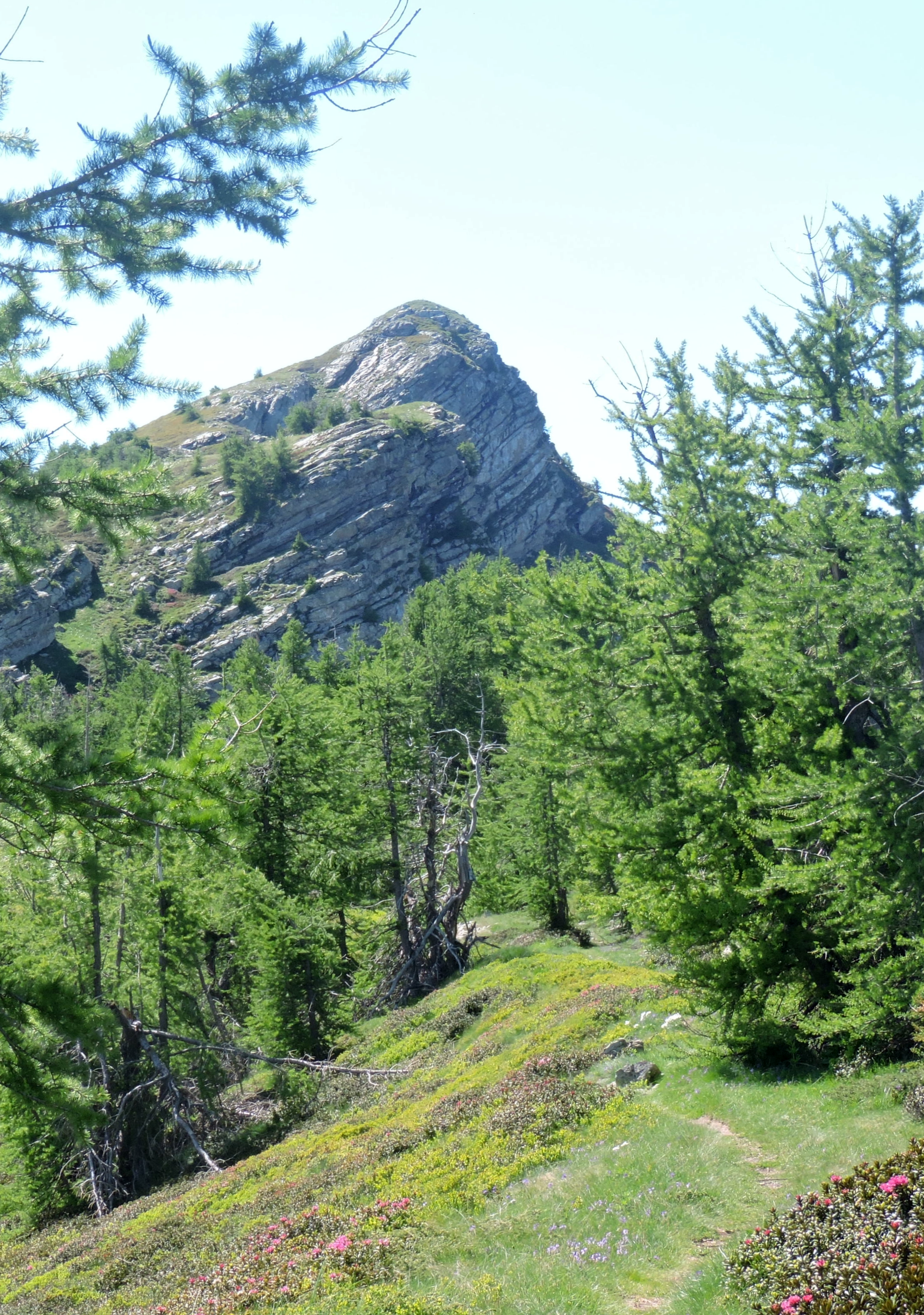

米孫峰（法語：Cima Missun），是西歐的山峰，位於法國和意大利接壤的邊境，由普羅旺斯-阿爾卑斯-蔚藍海岸大區和皮埃蒙特大區負責管轄，屬於利古里亞阿爾卑斯山脈的一部分，海拔高度2,355米。